# Bandera de la ciudad de Londres
La bandera de la Ciudad de Londres consiste en un paño de color blanco y forma rectangular con una cruz de color rojo. En el cantón superior que se encuentra situado más próximo al mástil aparece representada una espada de color rojo colocada verticalmente. 
Esta bandera está formada por algunos de los mismos elementos que componen el escudo de la ciudad: el fondo de color blanco con la cruz de color rojo, conocida como la Cruz de San Jorge, que es la bandera de Inglaterra y la espada que simboliza a San Pablo. Está documentado que en el año 1381 la Cruz de San Jorge y la Espada de San Pablo ya se usaban como símbolos de la Ciudad de Londres.
Esta enseña es el emblema de la Ciudad de Londres, el distrito antiguo que se hallaba dentro de la Muralla de Londres, y hoy conocido como el centro financiero de Londres.

Bandera del Consejo del Gran Londres (1965-1986)